# 前泊博盛
前泊 博盛（まえどまり ひろもり、1960年 - ）は、日本のジャーナリスト、政治学者、経済学者。沖縄国際大学大学院教授。

## 経歴
沖縄県宮古島市生まれ。駒澤大学法学部政治学科卒業、明治大学大学院政治経済学研究科博士前期課程（経済学修士）修了。1984年琉球新報社入社。文化部、社会部、東京報道部、政経部などを経て、1998年編集委員。沖国大非常勤講師（1998年 - 2001年兼任）。2001〜2002年、九州大大学院助教授（国際政治学・日米安保論）。その後、編集委員・論説委員、編集局次長、経営企画局次長、論説副委員長、紙面審査委員長、2010年6月に論説委員長。2011年3月琉球新報社を退社し、同年4月から沖縄国際大学大学院教授。
1985年7月、連載「子供たちの赤信号～学校保健室はいま」でアップジヨン医学記事賞特別賞。1986年、「国家機密法と沖縄」で日本ジャーナリスト会議賞（取材班）。2004年、外務省機密文書のスクープと日米地位協定改定キャンペーン記事「検証 地位協定～不平等の源流」で、第4回石橋湛山記念早稲田ジャーナリズム大賞・日本ジャーナリスト会議大賞・日本新聞労働組合連合ジャーナリズム大賞特別賞。

## 著書

### 単著
- 『もっと知りたい！ 本当の沖縄』岩波ブックレット、2008年5月
- 『沖縄と米軍基地』角川書店、2011年9月
- 『本当は憲法より大切な「日米地位協定入門」』創元社、2013年8月

### 共著
- （百瀬恵夫）『検証「沖縄問題」　復帰後３０年経済の現状と展望』（東洋経済新報社、2002年）
- （新崎盛暉、謝花直美、松元剛、亀山統一、仲宗根将二、大田静男）『第4版　観光コ－スでない沖縄――戦跡・基地・産業・自然・先島』（高文研、2008年）
- （三大学院共同出版編集委員会、桑原真人・衣川恵編）『北海道・鹿児島・沖縄の歴史と経済』（日本経済評論社、2019年）
- （監修、平良隆久／著、藤澤勇希／作画）『まんがでわかる日米地位協定――高校生が日米地位協定を調べてみた！』（小学館、2020年）
- （猿田佐世（監修）、新外交イニシアティブ編）『世界のなかの日米地位協定』 (田畑ブックレット、田畑書店、2023年)
- （新崎盛暉、諸見里道浩、謝花直美、松元剛、島袋良太、亀山統一、仲宗根將二、大田静男）『第５版　観光コースでない沖縄――戦跡・基地・経済・自然・先島』（高文研、2023年）

## 出演
- UIチャンネル 東アジア共同体研究所（YouTube）
- エアレボリューション（YouTube）